# Bracon marshalli
Bracon marshalli é uma espécie de insetos himenópteros, mais especificamente de vespas parasíticas pertencente à família Braconidae.
A autoridade científica da espécie é Szepligeti, tendo sido descrita no ano de 1901.
Trata-se de uma espécie presente no território português.